# Malavika Avinash
Malavika Avinash föddes 28 januari 1976 är en indisk talesperson, skådespelare, tv-personlighet och politiker som är den nuvarande talespersonen för Bharatiya Janata Party (BJP) i delstaten Karnataka. Hon är känd för sitt framträdande i filmer på språken kannada och tamil. Hon är en del av ensemblen i den mest inkomstbringande filmen på kannada, K.G.F: Chapter 2.

## Biografi

### Barndom
Malavika Avinash föddes i en tamilsk familj. Hennes far var bankir och författare, och hennes mor Savithri var sångare och dansare. Hon introducerades i klassisk dans under ledning av Padmashree Leela Samson, i Bharata natyam, och Pandit Partho Das på sitar. G.V. Iyer såg henne vid en dansföreställning som Krishna och hon fick rollen som Krishna i hans Krishnavataar. Hon spelade sedan en huvudroll som prinsessa i Prema Karanths barnfilm Nakkala Rajakumari.

### Utbildning
Avinash avslutade sin kandidatexamen i juridik vid Bangalore university med bra betyg.

### Privatliv
Hon gifte sig med skådespelaren Avinash Yelandur 2001. De har en son.

## Karriär

### Dans
Avinashs intresse för dansen Bharata natyam började när hon var fem år och hennes mamma visade dansen för henne. Hon tränade under M. R. Krishnamurthy från Kalakshetra. Sedan följde avancerad handledning under Padmashri Leela Samson i Delhi. Hon fortsatte dansen tillsammans med sin "danssyster", en elev från Kalakshetra, Ranjani Ganesan Ramesh. De uppträdde som duo på kulturcentra i Indien och utomlands, inklusive Hampi-festivalen, Pattadakkal-festivalen, Khujrajo-festivalen, Chidambaram Natyanjali och Uttara Chidambaram. Tillsammans anordnade de en årlig dansfestival, Arudhra i Bangalore.

### TV
Avinashs tid som barnartist följdes av att hon spelade hjältinna i prisbelönta malayalamfilmer för Lenin Rajendran och i populära kannada-filmer. TV visade sig dock vara mediet som passade henne. Hennes tidiga tv-serier var för Girish Karnad och Ashutosh Gowariker på hindi, Ashok Naidu på kannada och Dinesh Baboo på malayalam. Hennes framträdande i Mayamruga gav henne en ikonisk status bland tv-tittare i kannada. Mayamrugas framgång gjorde att K. Balachander fick syn på henne. Han fick in henne in i den tamilska biografvärlden med Anni, där Malavika spelade huvudpersonen Anni.

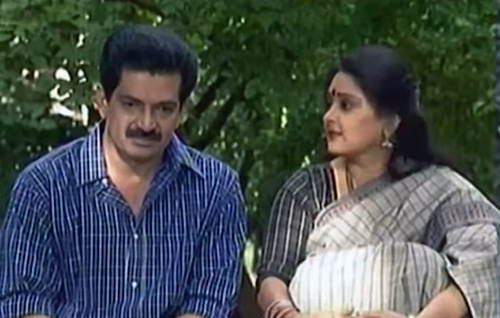
Avinash (till vänster), Malavika Avinash (till höger) i Kannadaserien Mayamruga från 1998.

I Avinashs tamilska filmer och serier finns Raji eller Raja Rajeshwaris roll i Raja Rajeshwari, Sun TV-serie, och på 1990-talet Kids Favorite (Saregama India Ltd). Regissörer var Selva Kumar och Selva Pandi. I K. Balachanders Nilavai Pidippom spelade hon en arbetarkvinna av medelklass, Pudhuyugam. Sedan följde Pralayam i Comedy Colony under hennes mentor Balachander. Hon spelade Madurai Thilaka i Arasi och Muththazhagi i Chellamey. Hon har även haft nyckelroller i tamilska filmer.
Agni var en pratshow som Avinash var värd för på E-TV Kannada. Den följdes av Baduku Jataka Bandi. I den hanterar Avinash människors problem och tillhandahåller ett forum för konfliktlösning och för att lösa familjefrågor. Hon diskuterar också sociala frågor. Hon spelade en rumskamrat i Bigg Boss Kannada, säsong 4.

## Politiker
Avanash gick med i Bharatiya Janata Party (BJP) i september 2013. Hon utsågs i februari 2014 till att vara en av dess talespersoner.
Avinash kampanjade för BJP-ledaren Sushma Swaraj i Ballari. Hon är medlem i BJP:s Mahila Morcha.

### Politisk konflikt
Moms tillämpades på sanitetsbindor när föremål som armringar och sindoor undantogs från det nya skattesystemet av det styrande Bhartiya Janata-partiet. Det har fått utstå kritik från både kvinnor och män. I juli 2017 försvarade Avinash BJP och sade att bindor inte krävs eftersom multinationella företag har dumpat bindor i Indien sedan de avvisats i utvecklade länder, där de istället använder tampong, som är hygieniskt. Att Avinash försvarade sitt partis beslut att fortsätta med moms på bindor framkallade många motreaktioner.

## Tv-karriär
Serier
| år           | Titel                                                                 | Roll                 | Språk   | Kanal           | Anmärkning(ar)           |
| ------------ | --------------------------------------------------------------------- | -------------------- | ------- | --------------- | ------------------------ |
| 1995         | Chinna Chinna Aasai-Uravu                                             | Pooja                | Tamil   | Sun TV (Indien) |                          |
| 1998–2000    | Mayamruga                                                             | Malavika             | Kannada | DD Chandana     |                          |
| 2001         | Micro Thodar Macro Sinthanaigal - Ayirathil Oruvanum Nooril Oruthiyum | Kamali               | Tamil   | Raj TV          |                          |
| 2001–2002    | Manvantara                                                            | Gargi                | Kannada | ETV Kannada     |                          |
| 2001–2003    | Grihabhanga                                                           | Nanjamma             | Kannada | ETV Kannada     |                          |
| 2001–2003    | Anni                                                                  | Angayarkkani         | Tamil   | Jaya TV         |                          |
| 2004–2005    | Chidhambara Ragasiyam                                                 | Thulasi              | Tamil   | Sun TV (Indien) | Ersatt av Devadarshini   |
| 2004–2006    | Raja Rajeshwari                                                       | Raja Rajeshwari      | Tamil   | Sun TV (Indien) | Ersatt av Abitha         |
| 2005–2006    | Nilavai Pidippom                                                      | Thenmozhi            | Tamil   | Raj TV          |                          |
| 2008–2009    | Comedy Colony                                                         | Chellamma            | Tamil   | Jaya TV         |                          |
| 2008–2009    | Arasi                                                                 | Madurai Thilakavathy | Tamil   | Sun TV (Indien) | Ersatt av Sudha Chandran |
| 2008–2010    | Mukta                                                                 | SP Madhavi Patel     | Kannada | ETV Kannada     | [ 12 ]                   |
| 2009–2013    | Chellamey                                                             | Muthazhagi           | Tamil   | Sun TV (Indien) |                          |
| 2014         | Mahaparva                                                             | Judge                | Kannada | ETV Kannada     |                          |
| 2019         | Magalu Janaki                                                         | Sheela Bhushan       | Kannada | Colors Kannada  | [ 13 ]                   |
| 2021         | Kaatrukkenna Veli                                                     | Saradha              | Tamil   | Star Vijay      | Ersatt av Jyothi Rai     |
| 2021         | Paaru                                                                 | Mahalakshmi          | Kannada | Zee Kannada     |                          |
| 2022–Present | Kannedhirey Thondrinal                                                | Rudra                | Tamil   | Kalaignar TV    |                          |
| 2022–Present | Mathe Mayamruga                                                       | Malavika             | Kannada | Siri Kannada    |                          |

Shower
| År        | Titel                                        | Roll      | Språk   | Kanal           | Anmärkning(ar)               |
| --------- | -------------------------------------------- | --------- | ------- | --------------- | ---------------------------- |
| 2010–2011 | Baduku Jataka Bandi                          | Värd      | Kannada | Zee Kannada     |                              |
| 2012      | Kaiyil Oru Kodi - Are You Ready?             | Tävlande  | Tamil   | Sun TV (Indien) |                              |
| 2015      | Aradirali Belaku                             | Värd      | Kannada | Udaya TV        |                              |
| 2016–2017 | Bigg Boss Kannada                            | Hon själv | Kannada | Colors Kannada  | Bigg Boss Kannada (säsong 4) |
| 2022      | Jodi No 1                                    | Domare    | Kannada | Zee Kannada     |                              |
| 2022      | Comedy Khiladigalu and Jodi No 1 Mahasangama | Domare    | Kannada | Zee Kannada     |                              |